# 모해위증죄
모해위증죄란 법정에서 증인이 피고인, 피의자 또는 징계혐의자를 해칠(불리하게 할) 목적으로 허위 진술을 하는 대한민국의 범죄이다. 형법 제152조 제2항에서 규정하고 있다.

## 요건
- 형사사건 또는 징계사건에 관한 증언이어야 하고
- 피고인, 피의자 또는 징계혐의자를 해칠(불리하게 할) 목적이 있으며
- 법률에 따라 선서한 증인이 허위 진술을 해야 한다.
- 허위 진술의 내용이 상대방에게 불리한 결과를 초래할 수 있는 사실이어야 하며, 반드시 그 결과가 실제로 발생하지 않아도 된다.(즉, 불리하게 할 의도와 인식만 있으면 충분)

## 처벌
- 모해위증: 10년 이하의 징역(벌금형 없음).

## 판례
- 모해위증죄에 있어서 ‘모해할 목적’은 허위의 진술을 함으로써 피고인에게 불리하게 될 것이라는 인식이 있으면 충분하고, 그 결과의 발생까지 희망할 필요는 없다.[1]

## 같이 보기
- 대한민국 형법 제152조

## 참고문헌
- 판결 모해위증 법률신문 2008-01-07

1. ↑  대법원 2007. 12. 27.선고 2006도3575 판결